# Fred Ho

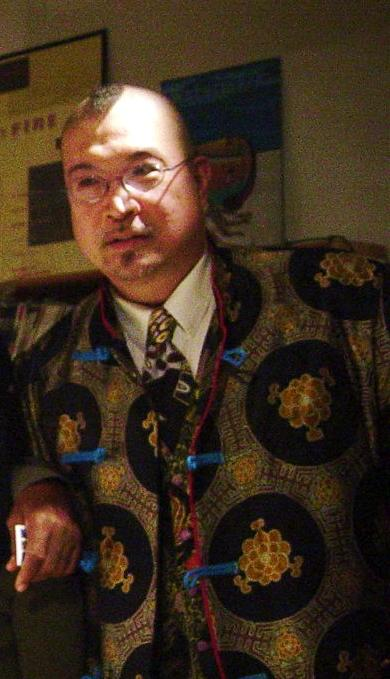
Fred Ho (2005)

Fred Ho (eigentlich Fred Wei-han Houn, pinyin Hóu Wéihàn; * 10. August 1957 in Palo Alto, Kalifornien; † 12. April 2014 in New York City) war ein US-amerikanischer Jazz-Komponist, Bandleader und Baritonsaxophonist des Modern Jazz sowie Schriftsteller und politischer Aktivist.

## Leben und Wirken
Fred Ho hatte chinesische Wurzeln, studierte an der Harvard University, war im asiatisch-amerikanischen Jazz-Spektrum tätig und kombinierte in seiner Musik Jazz mit Elementen asiatischer Musik. Schon in seinem ersten Album Tomorrow Is Now nahm Ho Bezug auf Vorbilder wie Ornette Coleman (Tomorrow Is the Question) oder Max Roach (Freedom Suite). Mit seinem Afro-Asian Ensemble, das er 1982 gründete, verband Ho – ähnlich wie dies Charlie Haden mit seinem Liberation Music Orchestra tat – besonders in seinem dritten Album, The Underground Railway to the Heart, politische Anliegen mit der Lyrik des Jazz. Er orientierte sich dabei stark am Klangbild Charles Mingus’ und Duke Ellingtons sowie Ellingtons Baritonsaxophonisten Harry Carneys, wie bei dem Titel Caravan von Juan Tizol. Ho arbeitete auch in Bigband-Projekten von Julius Hemphill. Seine Partner im Afro-Asian Ensemble waren unter anderen Kiyoto Fujiwara und Jon Jang. Ho schrieb auch Musiktheaterstücke wie Deadly She-Wolf Assassin at Armageddon, das im Juni 2006 in Philadelphia Premiere hatte, sowie Voice of the Dragon I, II, und III. 
Ho war außerdem als politischer Aktivist und Schriftsteller aktiv. Er war Mitherausgeber zweier Bücher: Legacy to Liberation: Politics and Culture of Revolutionary Asian Pacific America und Sounding Off! (Music As Subversion/Resistance/Revolution). Hos vielfältige Aktivitäten fanden im Rahmen der asiatisch-amerikanischen Bewegung statt. Ho war schon als Student in Harvard an der Gründung vieler Bürgerrechts-Gruppen wie der East Coast Asian Students Union beteiligt, der Asian American Arts Alliance in New York City, dem Asian American Resource Center in Boston und dem Plattenlabel Asian Improv.
Ho lebte in Greenpoint, einem Stadtteil von Brooklyn, New York City, wo er im April 2014 im Alter von 56 Jahren an Darmkrebs verstarb.

## Auswahldiskographie
- Monkey 1, 2, 3
- Tomorrow Is Now (Soul Note, 1985)
- We Rufuse to be Used and Abused (Soul Note, 1987)
- The Underground Railway to the Heart (Soul Note, 1990–1993)
- Monkey Part I (Koch Jazz, 1996)
- Once Upon a Time in Chinese America… (Innova, 1999)
- Deadly She-Wolf Assassin at Armageddon!/Momma’s Song (Innova, 2006)
- Fred Ho’s Green Monster Big Band: Year of the Tiger (Innova, 2011) mit Bobby Zankel, Salim Washington, Stanton Davis, Taylor Ho Bynum, Mary Halvorson

## Lexikalischer Eintrag
- Richard Cook, Brian Morton: The Penguin Guide of Jazz on CD. 6. Auflage. Penguin, London 2002, ISBN 0-14-051521-6.